# Ламорак
Сър Ламорак е един от най-добрите рицари на Кръглата маса. Влюбен е в сестрата на крал Артур, Анна, съпруга на крал Лот от Оркни. Ламорак го убива, впоследствие е преследван от синовете му, Гауейн и Агравейн. Гауейн го залавя по време на любовен акт с майка си, убива я, а Ламорак – преследва. На един от турнирите Ламорак е заловен и убит от Гауейн.
Артур